# Jules Quicherat
Jules Étienne Quicherat (13. oktober 1814 — 8. april 1882) var en fransk historiker, bror til Louis Quicherat.
Quicherat blev 1849 professor ved École des chartes og 1871 skolens direktør. Ved Michelet fik han interesse for Jeanne d'Arc og udgav 1841—49 Procès de condamnation et de réhabilitation de Jeanne d’Arc (5 bind). Herved kom han ind på at studere det 15. århundrede i Frankrig og har udgivet flere værker derom (Histoire des règnes de Charles VII et de Louis XI par Thomas Basin, 1855—59, Rodrigue de Villandrando (1879).
I Histoire de Sainte-Barbe har han givet et meget vigtigt bidrag til den franske offentlige skoles historie. Betydningsfuldt for studiet af den franske kulturhistorie er hans Histoire du Costume en France (1877). Quicherat var lige betydelig som historiker og arkæolog, og hans produktion (365 nummer i bibliografien) er lige så værdifuld som omfattende.